# NGC 660
NGC 660 je spirální galaxie s příčkou a Seyfertova galaxie typu II v souhvězdí Ryb. Její zdánlivá jasnost je 10,7m a úhlová velikost 8,3′ × 3,2′. Je vzdálená 42 milionů světelných let, průměr má  světelných let. Galaxii objevil 16. října 1784 William Herschel.

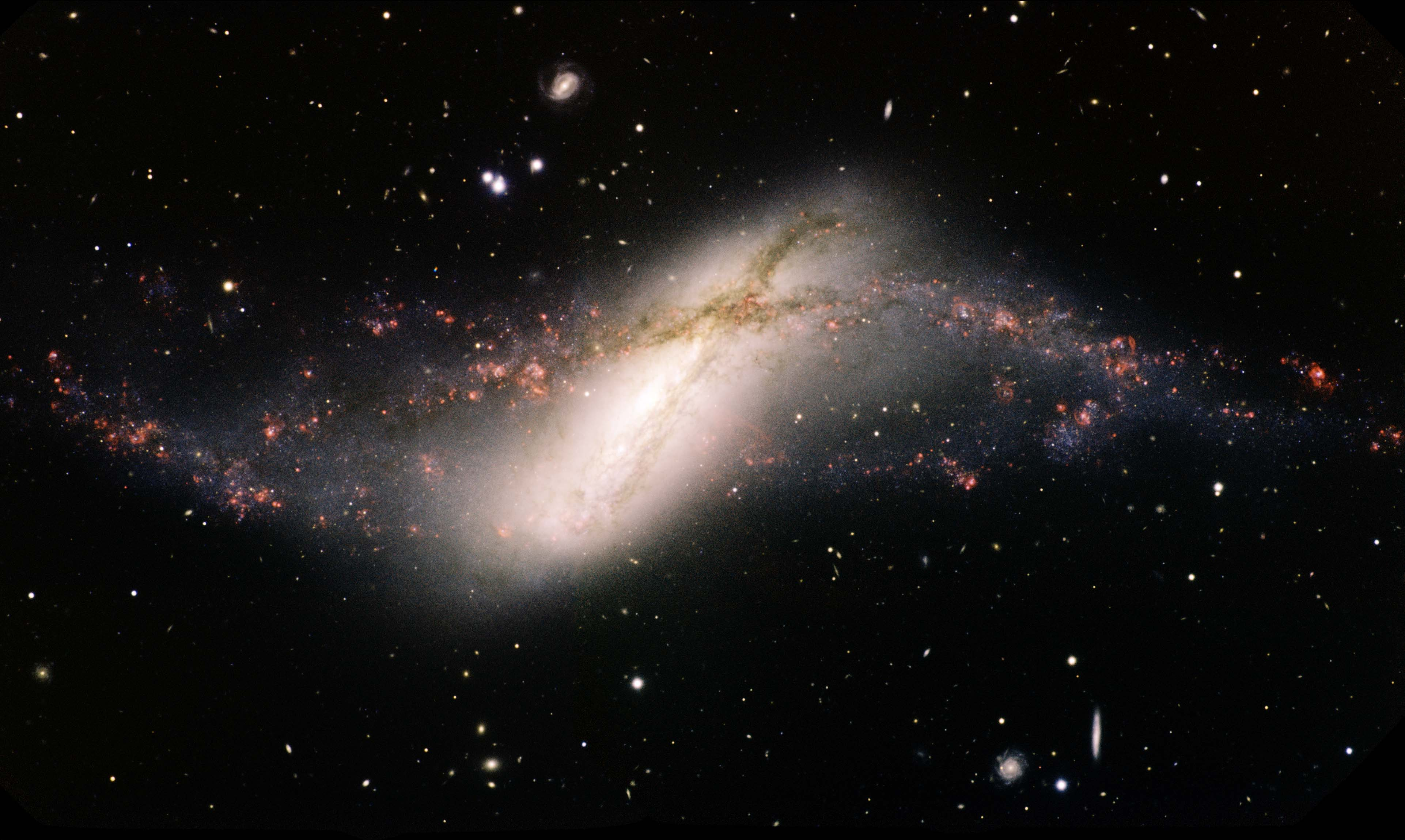
Snímek z hvězdárny Gemini
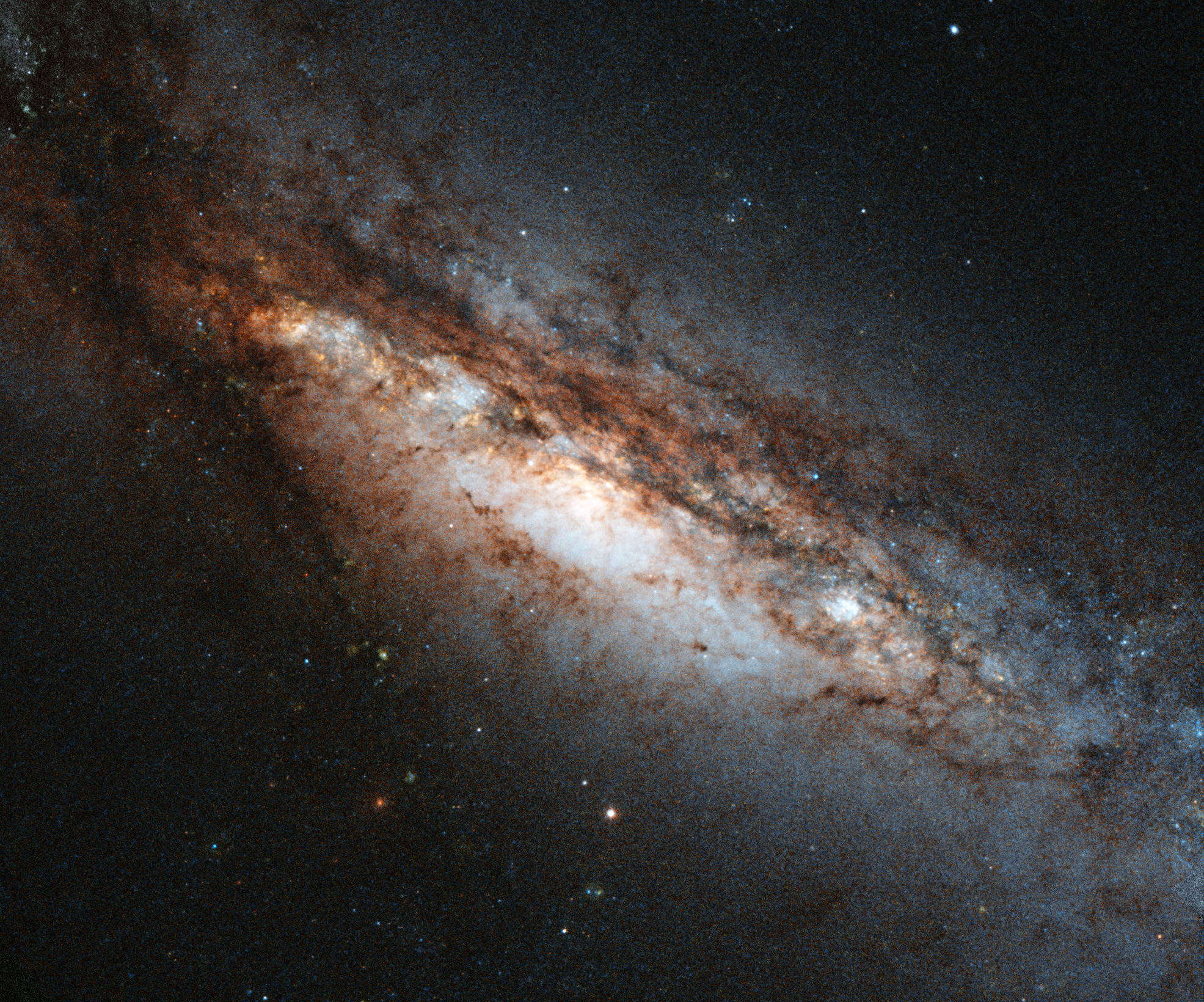
Detail prachových pásů v NGC 660. (ESA/Hubble & NASA)
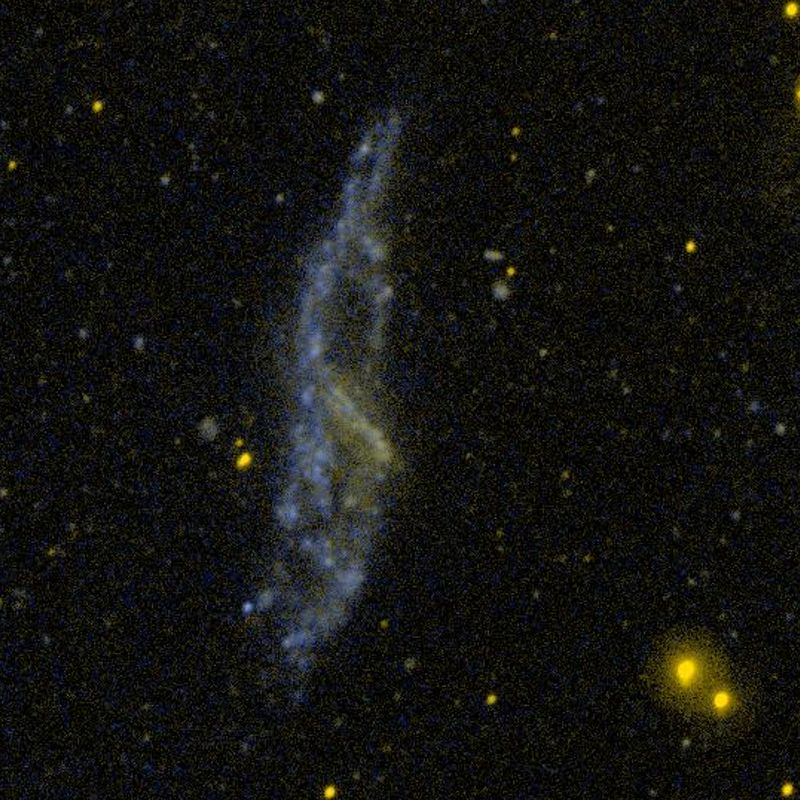
NGC 660 v ultrafialovém oboru spektra, (GALEX)